# Gmina Billund
Gmina Billund (duń. Billund Kommune) – gmina w Danii (na Półwyspie Jutlandzkim), w regionie Dania Południowa. Na obszarze gminy funkcjonują dwa miasta: Grindsted i Billund. Największą miejscowością w gminie i siedzibą jej władz jest Grindsted.
Gminę utworzono 1 stycznia 2007, na mocy nowej reformy administracyjnej, z połączenia dawnej gminy Billund z gminą Grindsted i częścią gminy Give (teren portu lotniczego Billund).